# Oxyopes panther
Oxyopes panther är en spindelart som beskrevs av Brady 1975. Oxyopes panther ingår i släktet Oxyopes och familjen lospindlar. Inga underarter finns listade i Catalogue of Life.